# Lambda Tauri
Lambda Tauri (λ Tau) – gwiazda potrójna w gwiazdozbiorze Byka. Jest oddalona o około 370 lat świetlnych od Słońca.
Główny składnik, Lambda Tauri A, jest biało-błękitną gwiazdą ciągu głównego należącą do typu widmowego B o jasności obserwowanej równej +3,41m. Jego jasność jest około 4000 razy większa od słonecznej, a promień jest 6,6 razy większy. Kompanem tej gwiazdy jest biały podolbrzym typu widmowego A o promieniu równym 5,5 promienia Słońca i 95 razy większej jasności. Obie gwiazdy okrążają wspólny środek masy w czasie 3,95 dnia. Odległość pomiędzy tymi dwiema gwiazdami wynosi około 0,1 au
Jako że system jest zmienną zaćmieniową, jego jasność zmienia się w przedziale od +3,37 do +3,91m. System ten zawiera również trzecią, słabszą gwiazdę okrążającą dwie pozostałe w czasie 33 dni.